# Ла Спеція (парк)

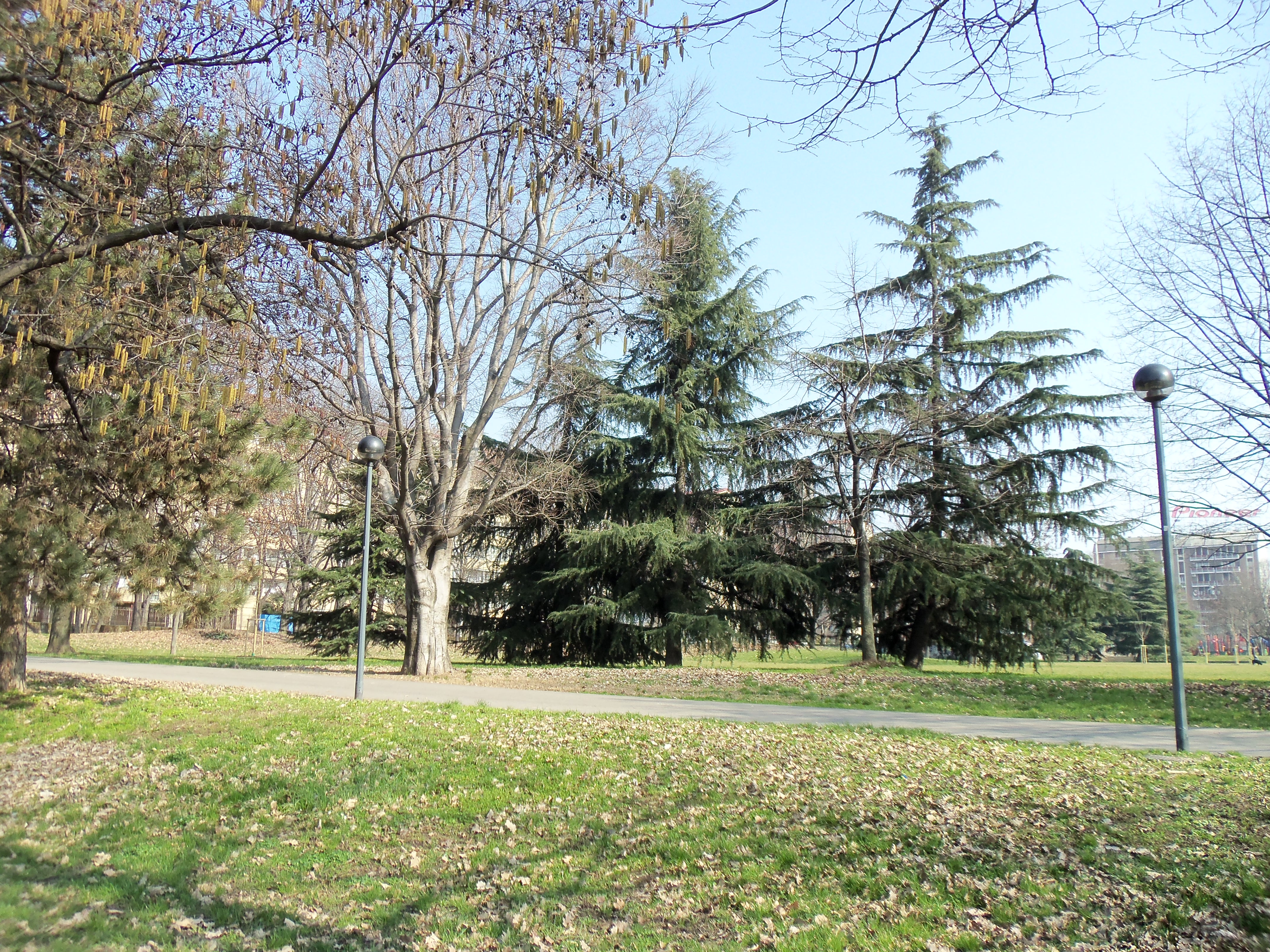
Парк взимку

Парк Ла Спеція знаходиться в зеленій зоні м. Мілан (зона 6), на північ від зупинки метро Фамаґоста. Парк межує з вул. Монкукко (захід) і вул. Ла Спеція (схід).
Серед різновидів дерев: клен звичайний, клен сріблястий, явір, баґоларо, граб, вільха біла та чорна, дуб звичайний та червоний, платан, тополя чорна та біла, ясен, липа серцелиста, катальпа, гімалайський кедр і ялинка, ліквідамбар, паулонія, алича та тюльпанове дерево. Є два дитячі майданчики, баскетбольний, волейбольний та футбольний майданчики, обгороджена територія для вигулювання собак.

## З історії
Парк був створений в 1975 році після реалізації району Фамаґоста. У 1979 році з приводу Міжнародного року дитини в парку було розташовано Центр по організації відпочинку (C.A.M. — Centro Aggregativo Multifunzionale). У парку збереглася кашіна Монкукко з млином (згадується в карті Джованні Батіста Кларічі, 1600 р.).
Згідно з проектом по майбутньому переплануванню парку заплановано розширення його території в напрямку на північ та демонтаж стоянки, яка відокремлює парк від саду Нуволарі.